# Gangtok
Gangtok (en népalais : गान्तोक) est la capitale du Sikkim, un ancien royaume himalayen rattaché à l'Inde en 1975 et jouxtant le Tibet, le Népal et le Bhoutan. La ville est située à une altitude de 1 500 m.
Géographie

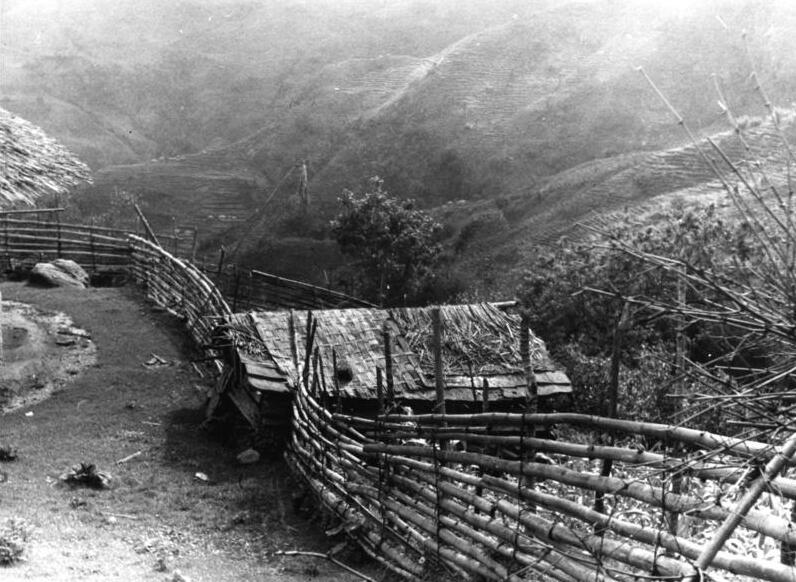
Cabanon extérieur, construit dans le prolongement de la maison du chef de village de Chudup, photographié par l'expédition allemande au Tibet en 1938

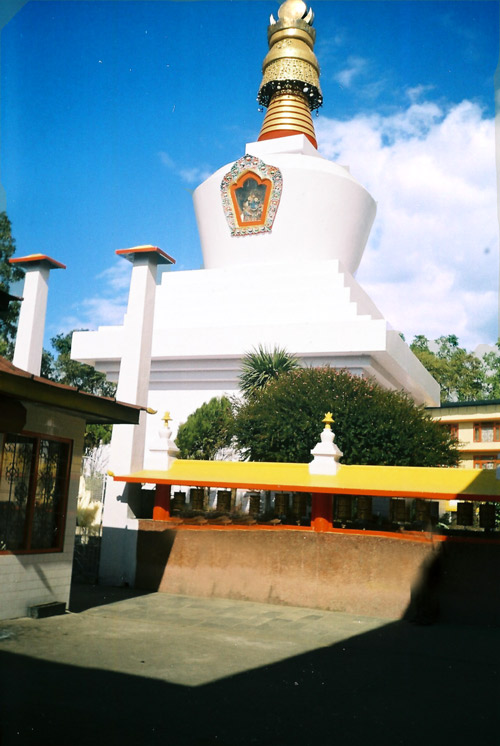
Chörten de Do-Drul à Gangtok, au Sikkim

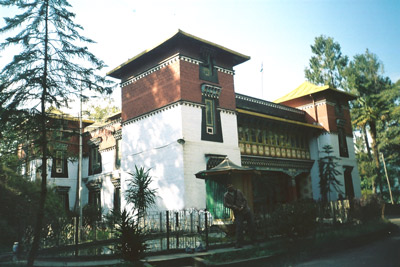
Institut de tibétologie Namgyal, à Gangtok

C'est actuellement une ville d'environ 100 000 habitants, la plus grande agglomération du Sikkim.
Les paysages sont extraordinaires et de nombreux sites alentour offrent de superbes vues sur tout l'Himalaya, en particulier sur le Kanchenjunga, troisième plus haut sommet du monde.
Dans les alentours
- le Monastère de Rumtek, d'architecture tibétaine, siège du Karmapa en exil en Inde, où vécut le 16e Karmapa Rangjung Rigpe Dorje.
- le Monastère d’Enchey.
- le Kanchenjunga
- l’Institut de tibétologie Namgyal, qui est réputé dans le monde entier pour les études sur la philosophie bouddhiste.
- le Chörten (stoupa) de Do-Drul.
- Le Sikkim Himalayan Zoological Park, vaste parc zoologique abritant de nombreuses espèces locales et difficiles à observer dans la nature tel que le panda roux, le léopard des neiges, l'ours noir d'Asie, etc.
- À 40 km de la ville de Gangtok, il y a le lac Tsomgo à une altitude d'environ 3 600 m.

Voir aussi

Articles connexes
- Himalaya
- Tibet
- Sikkim

Liens externes
- Site officiel
- Notices dans des dictionnaires ou encyclopédies généralistes :   - Britannica
  - Den Store Danske Encyklopædi
  - Gran Enciclopèdia Catalana
  - Store norske leksikon
- Notices d'autorité :   - VIAF
  - LCCN
  - GND
  - Israël
  - WorldCat

Bibliographie

Références